# Dairas de Argelia
Las dairas de Argelia o distritos (en árabe: دائرة‎, daïras) es una subdivisión del valiato en la administración territorial de Argelia. A su vez, cada daira incluye uno o varios municipios argelinos (baladiyahs). Se encarga de expedir pasaportes internacionales, permisos de conducir y documentos nacionales de identidad a los ciudadanos que residen en su territorio, así como de controlar el trabajo realizado por los distintos servicios administrativos, como las comunas o los servicios técnicos.
A mayo de 2022, Argelia tenía una división administrativa consistente en 58 valiatos (provincias), 553 dairas y 1541 municipios.
Argel, la capital nacional, es la única ciudad del país que está dividida en dairas (y municipios), y la única que es un valiato (provincia) en sí misma. Esto significa que sus barrios y suburbios tienen el mismo estatus que los de ciudades o pueblos más pequeños en otras partes del país. 
La administración de un distrito se le asigna a un jefe de daira que es elegido por el presidente de Argelia. Tanto el jefe de daira, como el jefe de valiato, es un cargo político no elegido.
Las dairas de Argelia se crearon como arrondissements cuando Argelia era colonia de Francia y tenían un estatus igual al de los de la Francia continental. Formaban parte, como los arrondissements franceses, de los départements, que a su vez forman parte de una région (que en la Argelia francesa se llamaba territorio, territoire). Se mantuvieron 6 años después de la independencia del país (hasta 1968), cuando pasaron a llamarse "dairas" y cambiaron ligeramente sus funciones.